# Тамесіварі
Тамесіварі (яп. 試し割り) — розбивання твердих предметів незахищеними частинами тіла, практикується в бойових мистецтвах — карате і тхеквондо (під назвою кьокпа, кор. 격파). Не будучи основною метою карате, тамесіварі, тим не менше, дуже важливо, оскільки є індикатором розвитку сили і техніки в бойовому мистецтві, дозволяє розвинути потужність удару. Тамесварі вимагає виключного відчуття рівноваги, техніки, спокою і концентрації сили духа, крім того, що важливо для спортсменів, підвищує самооцінку і віру у свої сили.

## Історія
На початку розвитку спортивного карате поєдинки проводились в бесконтактній формі і тому було неможливо оцінити реальну силу удару спортсменів. В цих умовах демонстрація тамесіварі дозволило як порівнювати силу удару різних спортсменів, так і оцінювати свій особистий прогрес у вивченні бойового мистецтва.
Під час свого американського турне Масутацу Ояма вибрав тамесіварі як один з елементів демонстрації сили карате.
В наш час тамесіварі застосовується на змаганнях з карате і при здачі екзаменів на майстерські ступені.

## Техніка
Успішне виконання тамесіварі залежить від наступних факторів:
- Площа ударної поверхні має бути мінімальною для концентрації сили удару на малій ділянці.
- Швидкість, яка досягається ударною частиною тіла має бути максимальною.
- Удар має наноситися під прямим кутом до поверхні предмету, що розбивається.

## Матеріали

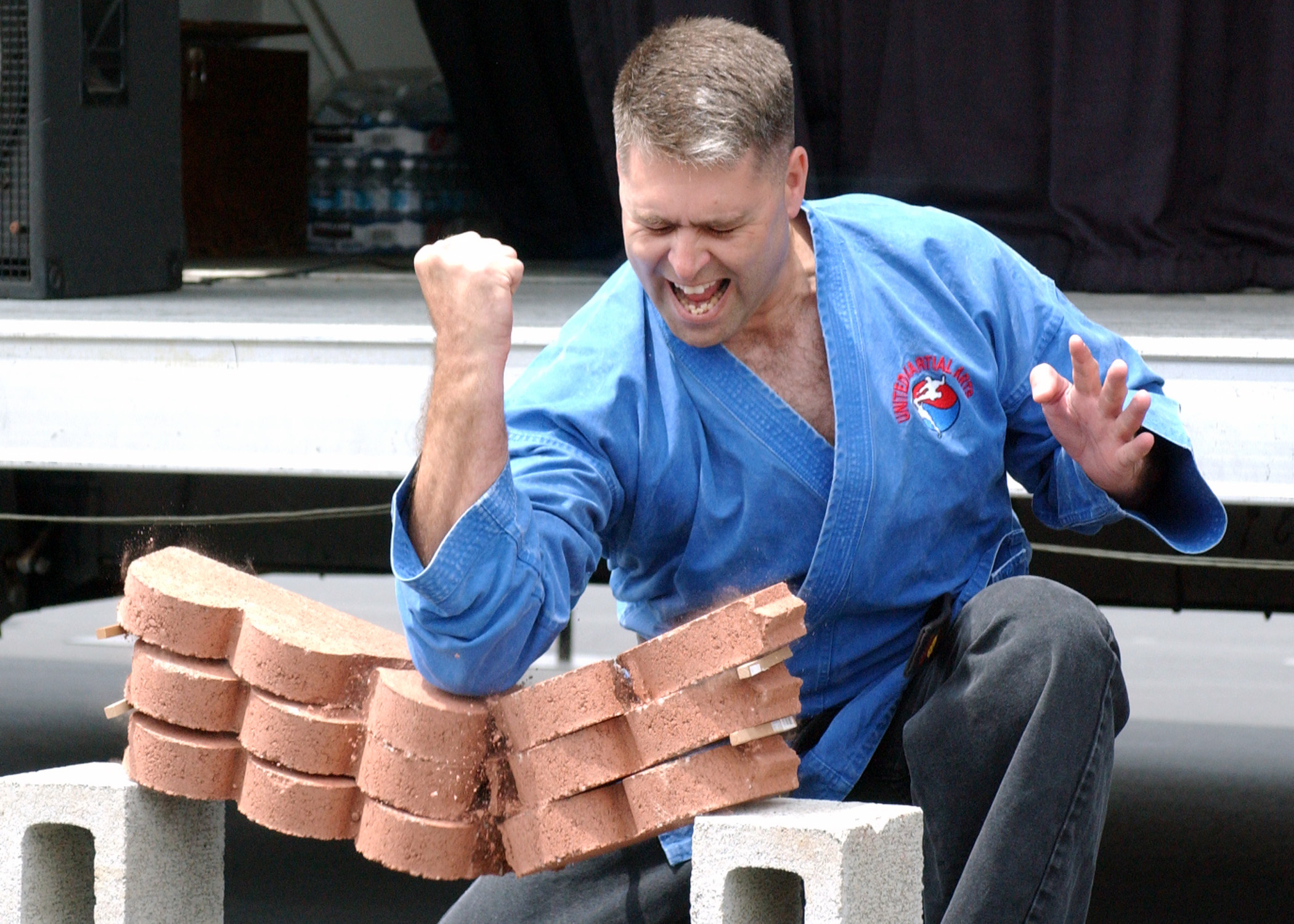
Розбивання цегли ударом ліктя

Найпоширенішими матеріалами для розбивання є дошки хвойних порід, які застосовуються на змаганнях завдяки своїй порівняно невисокій міцності. Розміри дощок можуть бути різними. Наприклад, у Кіокушинкай використовуються дошки розміром 30,5×20,3×2,5 см. В Сьотокані використовуються дошки розміром 40×40 сантиметрів. Можуть використовуватися дошки й інших розмірів.

## Рекорди
- 28 липня 2008 року Габбасов Рамиль Габдрауфович розбив ліктем 10 глиб льоду 160×27×20 см загальною вагою в одну тонну[5] [6].
- 28 липня 2008 року Бєлов Віктор Борисович розбив ребром кулака 6 глиб льоду 190×36×25 см загальною вагою в одну тонну[5].